# Oleksiy Shadrin
Pour les articles homonymes, voir Shadrin.
Oleksiy Shadrin (en ukrainien : Олексій Шадрін), né en 1993 à Kharkiv (Ukraine), est un violoncelliste ukrainien.
En 2022, il est quatrième lauréat du Concours musical international Reine Élisabeth de Belgique.

## Biographie
Oleksiy Shadrin naît à Kharkiv en 1993 d'une mère violoniste et d'un père chanteur.
Il obtient un Bachelor et un Master à la Hochschule für Musik, Theater und Medien à Hanovre dans la classe de Leonid Gorokhov (en). Il étudie ensuite avec Frans Helmerson à l'Académie Kronberg. Depuis septembre 2020, il est artiste en résidence à la Chapelle musicale Reine Élisabeth, où il étudie avec Gary Hoffman.
Il a été soliste avec des orchestres comme ceux de la Philharmonie nationale d'Ukraine (ru), de l'Opéra national de Montpellier et de la Südwestdeutsche Philharmonie Konstanz (en). Il débute en 2016 au Berliner Philharmoniker. En 2017, il joue en soliste avec l'Orchestre philharmonique de la NDR, sous la direction d'Andrew Manze dans la Grosser Sendesaal (en) à Hanovre.

### Instruments
Shadrin joue sur un instrument moderne de l'Allemand Haiko Seifert de Plauen.
Il joue aussi sur un Domenico Montagnana de 1738, prêté par le violoniste belge Michael Guttman.

## Récompenses et distinctions
Oleksiy Shadrin a remporté en 2012 le premier prix au concours international de musique Mykola Lysenko (en) à Kiev (Mykola Lysenko International Music Competition) et en 2018 le troisième prix au concours du Printemps de Prague.